# Bacino di Bratsk
Il bacino di Bratsk (russo Бра́тское водохрани́лище, Bratskoe vodochranilišče) è un grande lago artificiale russo sul fiume Angara, situato nel territorio dell'oblast' di Irkutsk e del Circondario Buriato di Ust'Orda. Prende il nome dalla  città omonima, la più grande adiacente al bacino.
Il lago si formò definitivamente nel 1967, quando venne ultimata la costruzione (partita nel 1961) di un gigantesco sbarramento per la produzione di energia idroelettrica; si estende per 5.470 km2, ha un volume di 169,3 km3 e raggiunge una profondità massima di 31 m.